# 平岡大樹 (俳優)
平岡 大樹（ひらおか たいじゅ、1995年6月15日 - ）は、キリンプロ大阪オフィスに所属していた日本の元子役。

## 出演

### テレビドラマ
- ドラマ30 ひとりじゃないの（毎日放送、2001年）
- 警部補マリコ（朝日放送[注釈 1]、2002年）
- 火曜サスペンス劇場 京都金沢殺人事件シリーズ 4 京都金沢浦島太郎殺人事件（日本テレビ、2003年）
- 剣客商売スペシャル（フジテレビ、2005年）
- ドラマW 巷説百物語 狐者異（WOWOW[注釈 2]、2005年）
- 鬼平犯科帳（フジテレビ、2005年）

### CM
- キングマンション（阪神住建、2002年）
- 家庭用おそうじロボット（松下電器、2002年）
- 四国電力（2005年）
- 滋賀銀行（2006年）

### ビデオパッケージ
- デジタルカメラ（シャープ、2004年）

### 舞台
- あの晩、星が教えてくれた 大阪公演B公演[1]（門真市民文化会館ルミエールホール[1]、2004年） - 小池かや 役

### 映画
- あの夏、俺は海へ行った (2005年） - 隼人 役
- 花よりもなほ（松竹、2006年[注釈 3]）
- 季夏 (2006年） - 主演・前田たくま 役

## モデル活動

### スチール
- EPSON プロジェクター（セイコーエプソン、2003年）
- ニンテンドーDS用ソフト やわらかあたま塾（任天堂、2005年）